# اليوم الدولي لإحياء ذكرى ضحايا الإرهاب وإجلالهم
اليوم الدولي لإحياء ذكرى ضحايا الإرهاب وإجلالهم (بالإنجليزية: International Day of Remembrance and Tribute to the Victims of Terrorism)‏ هو حدث للأمم المتحدة، يُقام في 21 أغسطس من كل عام، أقرته الجمعية العامة للأمم المتحدة سنة 2017، بهدف تكريم ودعم ضحايا الإرهاب والناجين منه، وكذلك تعزيز وحماية تمتعهم الكامل بما لهم من حقوق الإنسان وبحرياتهم الأساسية.

## وصلات خارجية
- الموقع الرسمي.